# Benny Nibbrig
Benny Nibbrig (* 19. Juli 1990 in Ochtrup) ist ein deutscher Volleyball- und Beachvolleyballspieler.

## Karriere Halle
Nibbrig spielte in seiner Jugend zunächst Fußball beim FC Schüttorf 09, bevor er als 18-Jähriger im selben Verein mit dem Volleyball begann. Mit Schüttorf stieg er 2012 in die zweite Bundesliga Nord auf. 2015 wechselte der Diagonalspieler zum Ligakonkurrenten TSG Solingen Volleys, wo ihm 2016 der Aufstieg in die Bundesliga gelang. Nach einer Saison als Solinger Stammspieler beendete Nibbrig 2017 seine Bundesliga-Karriere zugunsten seines Studiums.

## Karriere Beach
Nibbrig war auch im Beachvolleyball aktiv. An der Seite von Daniel Wernitz gelang ihm 2016 ein dritter Platz beim Smart Super Cup in Hamburg, ein Sieg beim Smart Beach Cup in Sankt Peter-Ording und die Teilnahme an den deutschen Meisterschaften in Timmendorfer Strand.